# Lijst van oorlogsmonumenten in Halderberge
De Nederlandse gemeente Halderberge heeft zeven oorlogsmonumenten. Hieronder een overzicht.
| Nr.  | Object                                  | Herdachte groep                                                                                  | Ontwerper          | Onthulling      | Type            | Locatie                          | Plaats                          | Coördinaten                   | Foto                                    |
| ---- | --------------------------------------- | ------------------------------------------------------------------------------------------------ | ------------------ | --------------- | --------------- | -------------------------------- | ------------------------------- | ----------------------------- | --------------------------------------- |
| 721  | Monument voor kapelaan A.J.M. Verhaegen | verzet Nederland                                                                                 | Gerard van Aalst   |                 | plaquette       | Sint Janstraat, 4741             | Hoeven                          | 51° 34' 51" NB, 4° 35' 12" OL | Monument voor kapelaan A.J.M. Verhaegen |
| 955  | Bevrijdingsmonument                     | algemeen                                                                                         | Jacques van Poppel |                 | beeld/sculptuur | Wilhelminaplein, 4731 JR         | Oudenbosch                      | 51° 35' 32" NB, 4° 31' 43" OL | Bevrijdingsmonument                     |
| 956  | Vrijheidsmonument                       | algemeen                                                                                         | Gerard Engels      | 4 mei 1988      | beeld/sculptuur | Hofstraat 8, 4741 AK             | Hoeven                          | 51° 34' 59" NB, 4° 35' 0" OL  | Vrijheidsmonument                       |
| 963  | Bevrijdingsmonument                     | burgerslachtoffers                                                                               |                    | 3 mei 1947      | plaquette       | Beemd, 4751 EA                   | Oud Gastel                      | 51° 35' 8" NB, 4° 27' 30" OL  | Bevrijdingsmonument                     |
| 3258 | Indië-monument                          | militairen in dienst van het Ned. Kon. na 1945, militairen in dienst van het Ned. Kon. 1940-1945 |                    | 11 oktober 2003 | gedenksteen     | Beemd, 4751 EA                   | Oud Gastel                      | 51° 35' 8" NB, 4° 27' 30" OL  | Indië-monument                          |
| 3353 | Oorlogsmonument                         | burgerslachtoffers, geallieerde militairen                                                       | Gé Knappers        | 9 mei 2009      | plaquette       | Pagnevaartdreef 1, 4744 RE       | Bosschenhoofd                   | 51° 33' 44" NB, 4° 32' 43" OL | Oorlogsmonument                         |
| 3371 | Oorlogsmonument                         | militairen in dienst van het Ned. Kon. na 1945, militairen in dienst van het Ned. Kon. 1940-1945 |                    |                 | plaquette       | Sint Bernaertsstraat, 4731       | Oudenbosch                      | 51° 35' 20" NB, 4° 31' 57" OL | Oorlogsmonument                         |
|      | Stolpersteine                           | vervolgden Nederland                                                                             | Gunter Demnig      |                 | plaquette       | Zie Stolpersteine in Halderberge | Hoeven, Oudenbosch, Stampersgat |                               |                                         |

Alphen-Chaam ·
Altena ·
Asten ·
Baarle-Nassau ·
Bergeijk ·
Bergen op Zoom ·
Bernheze ·
Best ·
Bladel ·
Boekel ·
Boxtel ·
Breda ·
Cranendonck ·
Deurne ·
Dongen ·
Drimmelen ·
Eersel ·
Eindhoven ·
Etten-Leur ·
Geertruidenberg ·
Geldrop-Mierlo ·
Gemert-Bakel ·
Gilze en Rijen ·
Goirle ·
Halderberge ·
Heeze-Leende ·
Helmond ·
's-Hertogenbosch ·
Heusden ·
Hilvarenbeek ·
Laarbeek ·
Land van Cuijk ·
Loon op Zand ·
Maashorst ·
Meierijstad ·
Moerdijk ·
Nuenen, Gerwen en Nederwetten ·
Oirschot ·
Oisterwijk ·
Oosterhout ·
Oss ·
Reusel-De Mierden ·
Roosendaal ·
Rucphen ·
Sint-Michielsgestel ·
Someren ·
Son en Breugel ·
Steenbergen ·
Tilburg ·
Valkenswaard ·
Veldhoven ·
Vught ·
Waalre ·
Waalwijk ·
Woensdrecht ·
Zundert